# Charadrius veredus
Il corriere pettocastano (Charadrius veredus, Gould 1848) è un uccello della famiglia dei Charadriidae.

## Sistematica
Charadrius veredus non ha sottospecie, è monotipico.

## Distribuzione e habitat
Questo uccello nidifica in Siberia, Mongolia e Cina settentrionale e nordorientale (Mongolia Interna, Manciuria). Sverna, attraverso la Cina orientale, il Giappone, l'India e l'Indocina, in Indonesia (Grandi Isole della Sonda), Isole Salomone (raro), Papua Nuova Guinea (raro) e Australia. È di passo in Nuova Zelanda, Palau, Vanuatu, Corea e Kazakistan.